# 夏だ!まつりだ!!!全員集合└(б∇б)┘ごらく部☆なちゅまつり
『夏だ!まつりだ!!!全員集合└(б∇б)┘ごらく部☆なちゅまつり』（なつだ!まつりだ!ぜんいんしゅうごう ごらくぶなちゅまつり）は、2013年7月7日に中野サンプラザ、同年7月21日にNHK大阪ホールで開催された七森中☆ごらく部のライブイベント、およびそれを収録したライブBlu-ray Disc、DVD。

## 概要
2013年2月24日にパシフィコ横浜国立大ホールにて開催された七森中♪ふぇすてぃばるで本公演の開催を発表。詳細については同年3月21日に放送のラジオ番組『ゆりゆららららゆるゆり放送室・帰ってきました!生公開録音おまけ』の中で発表された。
公演タイトルはごらく部の4人がアイデアを出した上で、最終的にはUNOによって大坪由佳のアイデアが採用された。
七森中☆ごらく部にとってはこれが初の単独ライブイベントとなった。当時まだ発売されていない『ふたりのサマバケ♪』『マジカル大☆大☆大冒険!』を含む18曲を歌唱、アンコールでは12曲に及ぶキャラクターソングのメドレーおよび『ゆりゆららららゆるゆり大事件』を披露した。
なお、本公演のタイトルは『8時だョ!全員集合』のパロディーであり、ロゴの字体はそれを真似たものである。
2013年11月6日に、イベントの模様を収めたBlu-ray Disc、DVDがポニーキャニオンから発売された。本編は東京の夜の部の模様を収録し、それ以外の回に関しては、一部が映像特典として収録される。映像特典として本公演のバックステージ、音声特典としてごらく部によるオーディオコメンタリーを収録。またBlu-rayの初回限定盤にはライブ時の写真が満載の豪華ブックレットが封入特典として付いた。
2014年2月9日には、新宿バルト9にて『冬なのに、ごらく部☆なちゅまつり』と題した上映会とトークイベントが開催され、新作アニメーション『ゆるゆり なちゅやちゅみ!』の制作決定が発表された。

## 出演者
- 三上枝織（赤座あかり役）
- 大坪由佳（歳納京子役）
- 津田美波（船見結衣役）
- 大久保瑠美（吉川ちなつ役）

## セットリスト
セットリストは全4回公演で共通。メドレーは各曲とも一部のみ。
1. ゆりゆららららゆるゆり大事件 お祭りVer
歌 - 七森中☆ごらく部（三上枝織、大坪由佳、津田美波、大久保瑠美）
2. ゆるゆりI♥U
歌 - 七森中☆ごらく部（三上枝織、大坪由佳、津田美波、大久保瑠美）
3. レッツラブ〜でいきましょう♪
歌 - 七森中☆ごらく部（三上枝織、大坪由佳、津田美波、大久保瑠美）
4. じゃんぷ!
歌 - 七森中☆ごらく部（三上枝織、大坪由佳、津田美波、大久保瑠美）
5. ごらく部、愛と勇気と希望と友情のテーマ
歌 - 七森中☆ごらく部（三上枝織、大坪由佳、津田美波、大久保瑠美）
6. ふたりのサマバケ♪
歌 - 歳納京子（大坪由佳）、赤座あかり（三上枝織）
7. ガールズパワーで
歌 - 船見結衣（津田美波）、吉川ちなつ（大久保瑠美）
8. マジカル大☆大☆大冒険! 
歌 - 七森中☆ごらく部（三上枝織、大坪由佳、津田美波、大久保瑠美）
9. マイペースでいきましょう
歌 - 七森中☆ごらく部（三上枝織、大坪由佳、津田美波、大久保瑠美）
10. 赤座劇場
歌 - 赤座あかり（三上枝織）
11. ハレルヤいつも
歌 - 歳納京子（大坪由佳）
12. TON! TON! TON!
歌 - 船見結衣（津田美波）
13. 乙女日和☆
歌 - 吉川ちなつ（大久保瑠美）
14. MY SWEET MEMORY
歌 - 七森中☆ごらく部（三上枝織、大坪由佳、津田美波、大久保瑠美）
15. Precious Friends
歌 - 七森中☆ごらく部（三上枝織、大坪由佳、津田美波、大久保瑠美）
16. え〜る♪
歌 - 七森中☆ごらく部（三上枝織、大坪由佳、津田美波、大久保瑠美）
17. 100%ちゅ〜学生
歌 - 七森中☆ごらく部（三上枝織、大坪由佳、津田美波、大久保瑠美）
18. いぇす!ゆゆゆ☆ゆるゆり♪♪
歌 - 七森中☆ごらく部（三上枝織、大坪由佳、津田美波、大久保瑠美）
19. キャラクターソングメドレー（アンコール）
  1. はしゃいでみたり悩んでみたり恋する乙女はゆるゆり
歌 - 歳納京子（大坪由佳）
  2. ごゆるりワールド
歌 - 船見結衣（津田美波）
  3. Lovely
歌 - 吉川ちなつ（大久保瑠美）
  4. しあわせギフト
歌 - 赤座あかり（三上枝織）
  5. キラキラ☆everyday
歌 - 歳納京子（大坪由佳）
  6. クールナンバー
歌 - 船見結衣（津田美波）
  7. まるごと！
歌 - 吉川ちなつ（大久保瑠美）
  8. 背景
歌 - 赤座あかり（三上枝織）
  9. ミラクるゆるくる1・2・3
歌 - 歳納京子（大坪由佳）
  10. Eかげん☆YUIかげん
歌 - 船見結衣（津田美波）
  11. あのねっ!
歌 - 吉川ちなつ（大久保瑠美）
  12. 私、主役の赤座あかりです
歌 - 赤座あかり（三上枝織）
20. ゆりゆららららゆるゆり大事件（アンコール）
歌 - 七森中☆ごらく部（三上枝織、大坪由佳、津田美波、大久保瑠美）